# Manson (Washington)
Manson az Amerikai Egyesült Államok északnyugati részén, Washington állam Chelan megyéjében elhelyezkedő statisztikai település. A 2010. évi népszámlálási adatok alapján 1468 lakosa van.
A település névadója a Lake Chelan Land Company igazgatója, Manson F. Backus.

## Éghajlat
| Hónap                         | Jan.  | Feb.  | Már.  | Ápr. | Máj. | Jún. | Júl. | Aug. | Szep. | Okt.  | Nov.  | Dec.  | Év    |
| ----------------------------- | ----- | ----- | ----- | ---- | ---- | ---- | ---- | ---- | ----- | ----- | ----- | ----- | ----- |
| Rekord max. hőmérséklet (°C)  | 16,7  | 17,2  | 22,2  | 31,1 | 36,7 | 42,8 | 41,1 | 41,1 | 36,1  | 31,1  | 22,2  | 15,0  | 42,8  |
| Átlagos max. hőmérséklet (°C) | 1,1   | 5,0   | 10,6  | 16,1 | 21,1 | 25,0 | 29,4 | 29,4 | 24,4  | 16,1  | 6,7   | 0,6   | 15,5  |
| Átlagos min. hőmérséklet (°C) | −3,9  | −2,8  | 0,6   | 4,4  | 8,9  | 12,8 | 16,1 | 15,6 | 10,6  | 5,0   | 0,0   | −4,4  | 5,3   |
| Rekord min. hőmérséklet (°C)  | −21,1 | −18,9 | −12,8 | −3,3 | 0,0  | 0,6  | 3,3  | 6,1  | −3,3  | −10,6 | −19,4 | −27,8 | −27,8 |
| Átl. csapadékmennyiség (mm)   | 40    | 34    | 23    | 16   | 25   | 22   | 9    | 8    | 9     | 20    | 45    | 40    | 291   |
| Forrás: The Weather Channel   |       |       |       |      |      |      |      |      |       |       |       |       |       |

## Népesség
A 2010-es népszámláláskor  1468 lakója, 568 háztartása és 385 családja volt. A népsűrűség 451,7 fő/km2. A lakóegységek száma 938, sűrűségük 288,6 db/km2. A lakosok 76,3%-a fehér, 0,1%-a afroamerikai, 0,9%-a indián, 0,8%-a ázsiai,  18,7%-a egyéb, 3,1%-a pedig kettő vagy több etnikumú. A spanyol vagy latino származásúak aránya 35% (33,2% mexikói,   1,8% egyéb spanyol vagy latino származású.)
A háztartások 27,5%-ában élt 18 évnél fiatalabb. 52,8% házas, 9,7% egyedülálló nő, 5,3% egyedülálló férfi, 32,2% pedig nem család. 27,5% egyedül élt; 13,1%-uk 65 éves vagy idősebb. Egy háztartásban átlagosan 2,58 személy élt; a családok átlagmérete 3,1 fő.
A medián életkor 42,3 év volt. Lakóinak 25,1%-a 18 évesnél fiatalabb, 4,9% 18 és 24 év közötti, 20,9%-uk 25 és 44 év közötti, 29,1%-uk 45 és 64 év közötti, 18%-uk pedig 65 éves vagy idősebb. A lakosok 48,6%-a férfi, 51,4%-a pedig nő.

## Fordítás
Ez a szócikk részben vagy egészben  a   Manson, Washington című angol Wikipédia-szócikk ezen változatának fordításán alapul.  Az eredeti cikk szerkesztőit annak laptörténete sorolja fel. Ez a jelzés csupán a megfogalmazás eredetét és a szerzői jogokat jelzi, nem szolgál a cikkben szereplő információk forrásmegjelöléseként.